# Barbora Strýcová
Barbora Strycova (tjekkisk:  Barbora Strýcová) (født 28. marts 1986 i Plzen) er en kvindelig tennisspiller fra Tjekkiet. Barbora Strycova startede sin karriere i 2002.
2. marts 2015 opnåede Barbora Strycova sin højeste WTA single-rangering på verdensranglisten som nummer 20.